# Babino (Demir Hiszar)
Babino (macedónul: Бабино) település Észak-Macedóniában, a Pelagonijai körzet Demir Hiszar-i járásában.

## Népesség
| Lakosok száma | 547  | 533  | 451  | 319  | 194  | 104  | 70   | 34   | 21   |
|               | 1948 | 1953 | 1961 | 1971 | 1981 | 1991 | 1994 | 2002 | 2021 |

2002-ben 34 lakosa volt, akik közül 33 macedón és 1 szerb.